# Vet

Een structuurformule van een triglyceride. De blauwe vetzuurketen is verzadigd, deze bevat namelijk geen dubbele of drievoudige bindingen. De groene en rode vetzuurketens zijn respectievelijk enkelvoudig en drievoudig onverzadigd. Bovendien bevinden alle dubbele bindingen zich in een cis-configuratie. In het zwart is het veresterde glycerol herkenbaar. Bij de vorming van het molecuul ondergaat glycerol een condensatiereactie met 2 capronzuren en palmolieïnezuur.

Vetten zijn een uitgebreide groep van organische verbindingen bestaande uit triglyceriden. Dat zijn esters gevormd uit glycerol, een trifunctioneel alcohol, en drie vetzuren. Het type vet wordt bepaald door de erin aanwezige vetzuren en de andere al dan niet-verzeepbare bestanddelen. Vetten zijn typisch onoplosbaar in water door de aanwezigheid van de apolaire koolstofketens.

## Eigenschappen
Vetten worden gesynthetiseerd in dieren en planten. In plantaardige vetten komen veel vetzuren voor met dubbele bindingen (zogenaamde onverzadigde vetzuren); deze dubbele bindingen veroorzaken knikken in de moleculen, waardoor deze moleculen slechter stapelen dan de uit verzadigde vetzuren opgebouwde vetmoleculen. Door deze slechtere stapeling zijn de vanderwaalskrachten (de cohesie) tussen de moleculen van onverzadigde vetten minder sterk.
Plantaardige vetten hebben daardoor meestal een lager smeltpunt dan dierlijke vetten. Vetten die bij kamertemperatuur vloeibaar zijn, worden doorgaans oliën genoemd, maar ze hebben dezelfde basisstructuur. Voor zowel plantaardige als dierlijke vetten geldt dat de vetzuurmoleculen ketens met een even aantal koolstofatomen bevatten. Oleochemie is de vakwetenschap die de chemie van natuurlijke oliën en vetten beschrijft.
Alle vetten zijn zeer slecht oplosbaar in water en hebben een dichtheid (rond de 0,9 g/cm3) die kleiner is dan van water (1,0 g/cm3), zodat vet op water drijft.

## In het lichaam
Vetten worden in de vorm van druppeltjes voornamelijk in het cytoplasma van adipocyten opgeslagen, maar ook in andere lichaamscellen. Het weefsel waarin vet wordt opgeslagen, is het vetweefsel. In het bloed bevinden zich de vetten in de lipoproteïnen. Vooral na een maaltijd bevinden zich veel lipoproteïnen in het bloed, die het vet vervoeren naar o.a. het vetweefsel.
De energiedichtheid van vet is erg groot, namelijk (38 kJ per gram, oftewel 9 kcal); de energie is ook makkelijk toegankelijk. Bovendien geldt dat bij opslag de osmotische werking niet groot is, omdat de vetten bijna niet in water oplossen. Bij een overschot aan energiebronnen in de voeding (eiwitten en suikers) kunnen deze worden omgezet in vet, de-novolipogenese of (DNL).
Twee onverzadigde vetzuren die in het lichaam worden gebruikt (met name linolzuur en alfa-linoleenzuur), kunnen niet door de mens worden gemaakt. Ze zijn daarom essentieel in de voeding. Het is belangrijk om deze vetten binnen te krijgen, omdat ze de kans op hart- en vaatziekten helpen verkleinen. Een westers voedingspatroon bevat naar verhouding veel linolzuur en te weinig alfa-linoleenzuur. Essentiële vetten zijn te vergelijken met vitamines. Ze zijn allebei belangrijk voor de gezondheid, maar ze kunnen niet door het lichaam zelf worden aangemaakt. Een makkelijke manier om de essentiële vetten binnen te krijgen is door eten van olie, noten en vette vis.
Ook is er de groep alfa-omega 3-vetzuren. Dit zijn vetzuren met dubbele bindingen op een welbepaalde plaats, die worden geproduceerd door algen. Ze hopen zich op in vette vis, die het via de voedselketen binnenkrijgt. Deze vetzuren zijn vooral erg belangrijk voor opgroeiende kinderen, zwangere vrouwen en oudere mensen, maar eigenlijk essentieel voor iedereen, omdat ze nodig zijn voor de fosfolipiden in de celmembranen. Vooral het zenuwstelsel heeft daarom een grote behoefte aan deze vetzuren.
Bij de afbraak (katabolisme) van vetten in het lichaam worden de vetzuren afgesplitst van het glycerol. Vervolgens worden van de vetzuren telkens twee koolstofatomen afgesplitst in de vorm van een acetylgroep, die als acetyl-CoA de citroenzuurcyclus in kan. Dit proces wordt bèta-oxidatie genoemd.

## Bederf van vet
Als vetten bederven zijn ze rans, ook wel ranzig. Het proces waarbij rans ontstaat, vindt plaats door de afbraak van vet door hydrolyse en vetoxidatie. Hydrolyse splitst de vetzuurketens van het glycerol. De vrijkomende vetzuurketens worden dan verder geoxideerd. Dit gebeurt vooral bij de onverzadigde vetzuren en is een soort kettingreactie waarbij vrije radicalen een grote rol spelen. Bij het ontstaan van rans komen onaangenaam ruikende en smakende stoffen vrij, bij boter bijvoorbeeld boterzuur. Ook gaat de voedingswaarde verloren en worden vitamines afgebroken.
Om rans te voorkomen, worden antioxidanten aan het vet toegevoegd. Natuurlijke antioxidanten zijn flavonoïden, polyfenolen, ascorbylpalmitaat (= vetoplosbaar vitamine C = E304) en tocoferol (=vitamine E).
Synthetische antioxidanten (als BHA, BHT en ethoxyquine) worden gebruikt om vetten langere tijd te bewaren, omdat ze niet zo snel afbreken als de natuurlijke antioxidanten. Er wordt wel vermoed dat ze kankerverwekkend zijn. Voor de conservering is het het beste als zowel wateroplosbare als vetoplosbare antioxidanten worden gebruikt, ongeveer in de verhouding water/vet in het voedingsmiddel.
Oxidatie van vette voedingsmiddelen is ook tegen te gaan met zorgvuldige opslag: luchtdicht, koel en donker.

## Toepassingen

### Eetbare vetten
Vetten kunnen gebruikt worden om het eten lekkerder te maken of om eten te bereiden. Enkele voorbeelden zijn: margarine, roomboter, kokosolie, olijfolie, zonnebloemolie, frituurvet om patat of andere frituurwaar in te bakken.

### Transvetten
Transvetzuren zijn vetten die ontstaan bij het partieel harden van vetten. Tot 1 april 2021 konden ze tot wel 40% van de vetzuren in margarine en frituurvet uitmaken. Op 24 april 2019 heeft de Europese Commissie bepaald dat er niet meer dan 2% transvet in vet aanwezig mag zijn, met uitzondering van de in vetten van dierlijke oorsprong van nature aanwezige transvetzuren.
De overgangsregeling hiervoor eindigde op 1 april 2021.
Omdat intussen duidelijk is dat grote hoeveelheden trans-vet een verhoogde kans op hart- en vaatziekten kan geven is het partieel hardingsproces zo goed als uitgebannen in de voedselindustrie. Onverzadigde vetten beschikken over dubbele bindingen. Een dubbele binding kan zich in de cis- of trans-configuratie bevinden. In de natuur worden voornamelijk cis-vetten gemaakt. Thermodynamisch gezien zijn transvetten energetisch stabieler, bij de productie van vetten in de fabriek worden dus vooral trans-vetten gesynthetiseerd. Cis-vetten kunnen gemakkelijk worden omgezet in trans-vetten, door toevoeging van een zuur. Dit zuur katalyseert de omzetting naar een trans-binding. Het ongezonde karakter van trans-vetten zou te maken hebben met de invloed op celmembranen. De membranen van alle lichaamscellen bestaan uit een lipide dubbellaag. Dit houdt in dat celmembranen uit twee lagen met lipiden (vetten) bestaan. Deze lipiden bevatten vetzuren die dus cis- of trans-bindingen hebben. In natuurlijke oliën en vetten komen cis-bindingen voor. Celmembranen zijn op deze vetten gebouwd. De cis-binding zorgt voor een knik in het vetzuur, die weer zorgt voor bewegelijkheid van het membraan, een celmembraan is namelijk vloeibaar. Trans-vetzuren bevatten deze knik niet en zorgen er daardoor voor dat het membraan rigide wordt, oftewel minder vloeibaar. Hierdoor kunnen membraaneiwitten waaronder allerlei receptoren, pompen en enzymen niet meer over het membraan transleren. Dit beïnvloedt de werking van de cel op een negatieve manier.

### Industriële toepassingen
In industriële (technische) toepassingen worden vet en smeerolie gebruikt om wrijving te verminderen of om iets waterdicht te maken. Daarnaast zijn vetten een belangrijke grondstof in de oleochemie, waar vetten verwerkt worden tot andere grondstoffen, onder meer voor cosmetica, zeep- en kaarsproductie, zie verzeping. Technisch vet, oftewel smeermiddel, is vet dat niet is bedoeld voor voedingsmiddelen of veevoer.

## Andere betekenissen
- Minerale vetten die uit aardolie gemaakt worden zijn in strikte zin geen vetten, maar mengsels van smeerolie en een zeep.
- Vet wordt ook wel in de betekenis van dik gebruikt, denk bijvoorbeeld aan vetmesten of een vet lettertype.
- In jongerentaal in België en Nederland wordt het woordje vet gebruikt om iets positiefs aan te duiden, of om een uitdrukking te versterken. Denk bijvoorbeeld aan vet cool of vette schoenen.